# ميكويان ميج-27
الميكويان ميج-27 (روسية: Микоян МиГ-27) (لقب تعريف الناتو: فلوجر دي/جيه Flogger-D/J) هي طائرة هجوم أرضي سوفييتية من تصميم مكتب ميكويان.
صنعت الميج-27 في الهند أيضا بواسطة شركة هندوستان آيرونوتيكس برخصة تحت اسم بهادور. تعد الميج-27 تطورا من الطائرة المقاتلة ميج-23 إلا أنها خصصت لمهام الهجوم الأرضي. وعلى العكس من الميج-23 لم تنتشر الميج-27 بشكل كبير خارج الاتحاد السوفييتي وروسيا لأن معظم الدول حبذت شراء الميج-23 BN والسوخوي سو-25 بدلا منها. ما زالت الميج-27 في الخدمة في القوات الجوية الهندية والسريلانكية فقط في مهام الهجوم الأرضي. كل الطائرات في خدمة القوات الجوية الروسية والأوكرانية خرجت من الخدمة.

## التصميم والتطوير

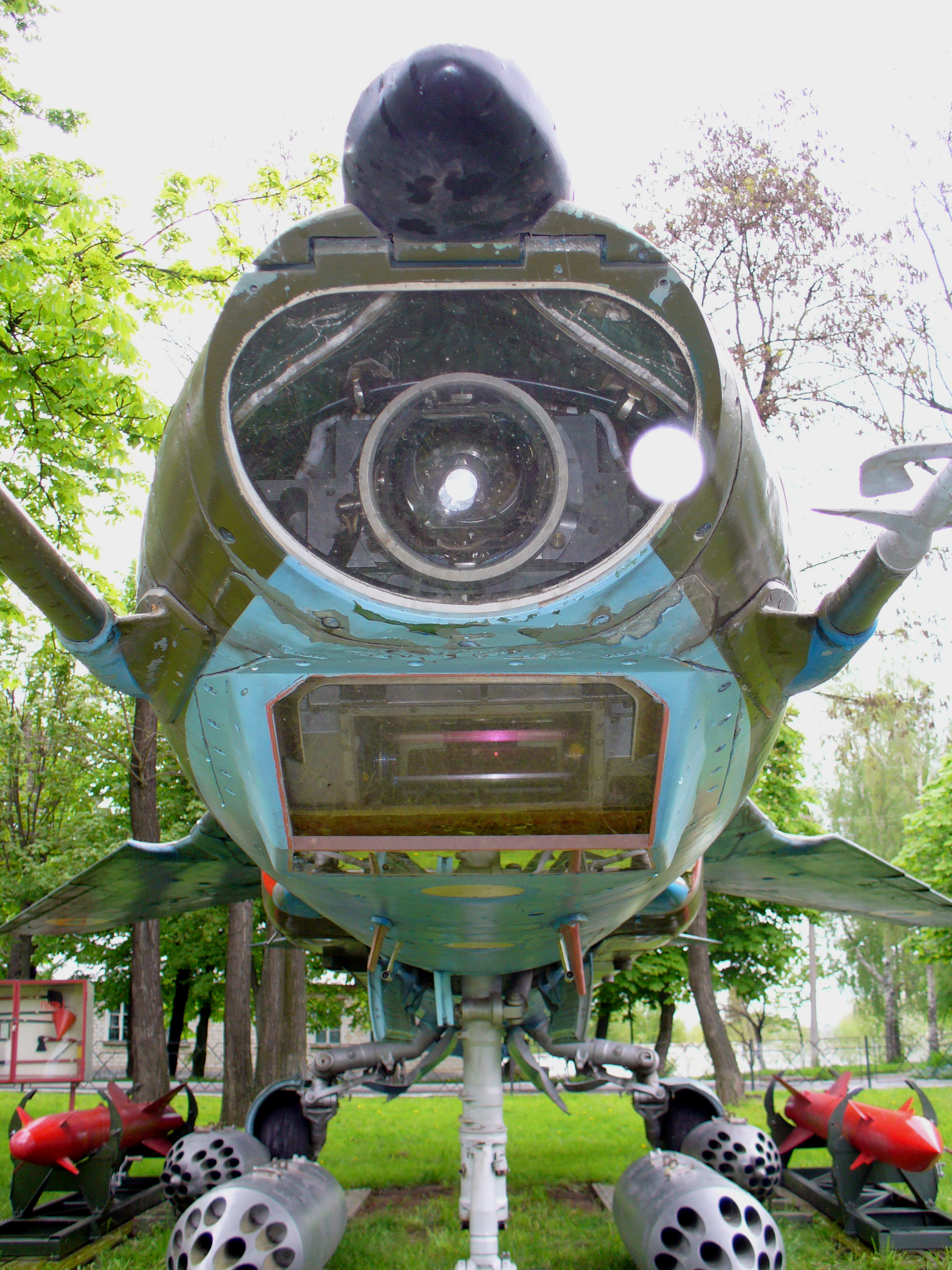
ميكويان ميج 27 ك - متحف القوات الجوية الأوكرانية في فينيتسا.

تتشارك كل من الميج-27 والميج-23 في نفس الهيكل والجسم ولكن مع تعديل شكل أنف الطائرة والذي دخل لأول مرة في الميج-23 B بدون رادار لتعطي منظر جانبي مائل لأسفل وذلك لتحسين مدى الرؤية للطيار وباحث ليزري عن الأهداف. ولهذا أعطيت الطائرة بين طيارين الاختيار لقب «بالكون» أي «الشرفة» وذلك بسبب زيادة مجال الرؤية من قمرة القيادة. كما تم زيادة تدريع قمرة الطيار بالإضافة إلى أنظمة هجوم أرضي وأنظمة ملاحة جديدة كليا.
لأن الميج-27 صممت لتطير معظم الوقت على ارتفاعات منخفضة، لم تكن هناك حاجة للتعقيدات مثل مداخل الهواء ومخارج العادم المتغيرة والمنحدرة مثل تلك الموجودة في الميج-23، فاستبدلت بمداخل ثابتة وبسيطة مما خفف من وزن الطائرة ومتطلبات الصيانة. كما كان للطائرة معدات هبوط أكبر وأثقل وأكثر قدرة على الاحتمال وذلك لتسهيل عملها من المطارات الرديئة.

## التاريخ التشغيلي
- سريلانكا

دخلت الطائرة في الخدمة مع القوات الجوية السريلانكية في عام 2000, ومنذ ذلك الحين، لوحظت ايجابيات هذه الطائرة من حيث أهداف القصف الإستراتيجي وتقديم الدعم الجوي القريب. في أغسطس 2000، تحطمت طائرة من طراز ميج 27 بالقرب من مطار باندارانيكا الدولي - سريلانكا، مما أسفر عن مقتل قائدها الأوكراني. في يوليو 2001 تم تدمير طائرة من طراز ميج-27 خلال هجوم لنمور التاميل على قاعدة للقوات الجوية. كما تحطمت طائرة في البحر بالقرب من مطار باندارانيكا في يونيو 2004. لعبت الطائرة دوراً مهماً في هزيمة سريلانكا لنمور التاميل.
- الهند

في 27 مايو 1999 خلال حرب كارجيل فُقدت طائرة من طراز ميج-27 إلى جانب طائرة أخرى من طراز ميج-21, حيث كانتا في دعم للهجوم البري الهندي في منطقة كشمير، قفز كلا الطيارين من طائرتهما، لكن ألقي القبض على أحدهما من قبل القوات الباكستانية، بينما الآخر فيُعتقد أنه قفز من طائرته بسلام لكنه قُتل في وقت لاحق من جانب الباكستانيين.
في منتصف فبراير 2010, أوقفت القوات الجوية الهندية استخدامها لطراز الطائرات ميج-27 بعد تحطم طائرة في 16 فبراير 2010 في بنغال الغربية أحد أقاليم الهند، ويعزى هذا الحادث إلى خلل في محركات البحث، حيث يشتبه أنه حصل خلال إصلاح شركة شركة هندوستان آيرونوتيكس للطائرة. منذ عام 2001 تحطمت 13 طائرة من طراز ميج-27 في حوادث مختلفة.

## الفئات
- ميج-27 (ميج 23BM)

وكانت هذه أول طائرة صُنعت من عائلة الميج-27 ولقب تعريف الناتو لها هو Flogger-D.
- ميج-27K

لقب تعريف الناتو لها هو Flogger-J2، وهي من أكثر الطائرات الميج-27 سوفييتية الصنع تطوراً، حيث أضيف إليها نظام الليزر ومدعوماً بالأسلحة الكهروضوئية ومضافاً إليها مدفع.
- ميج-27M

لقب تعريف الناتو لها هو فلاجر-جي (بالإنجليزية: Flogger-J)‏. وكان هذا النوع هو من الأرخص في هذه العائلة، وهو كذلك أفضل بكثير من نوع ميغ 23B، ميغ 23BN، وميج-27 (ميغ 23BM)، بالإضافة إلى كهربائيتها الضوئية وتردداتها الراديوية. كما أنها توفر نظام هجوم آلي وإطلاق للذخائر. ومع ذلك، لم يكن هذا الطراز ناجحاً بسبب ارتداد المدافع الثقيلة أثناء تشغيلها، كما أن إطلاقها للأعيرة النارية قد يؤدي إلى ضرر بهيكل الطائرة على المدى البعيد. تدخل هذه الطائرة حالياً في الخدمة مع القوات الجوية السريلانكية.
- ميج-27D

وهو طراز مطور من الميج 23BM
- ميج-27ML

هذه هي الفئة التصديرية للهند، صدرت عام 1986 على هيئة أجزاء ليتم تجميعها في الهند محليا.
- ميج-27H

تطوير هندي للفئة «ميج-27L» عام 1988، كما زودت فرنسا هذه الفئة بأجهزة إلكترونية وملاحية فرنسية. ومن شأن هذا التطوير إضافة نظام مضاد للسفن. يتوقع أنه قد يصل عدد الطائرات المطورة من الميج-27ML إلى ميج-27H إلى 140 طائرة.

## المشغلون الأساسيون
الهند
- القوات الجوية الهندية 145 طائرة

 سريلانكا

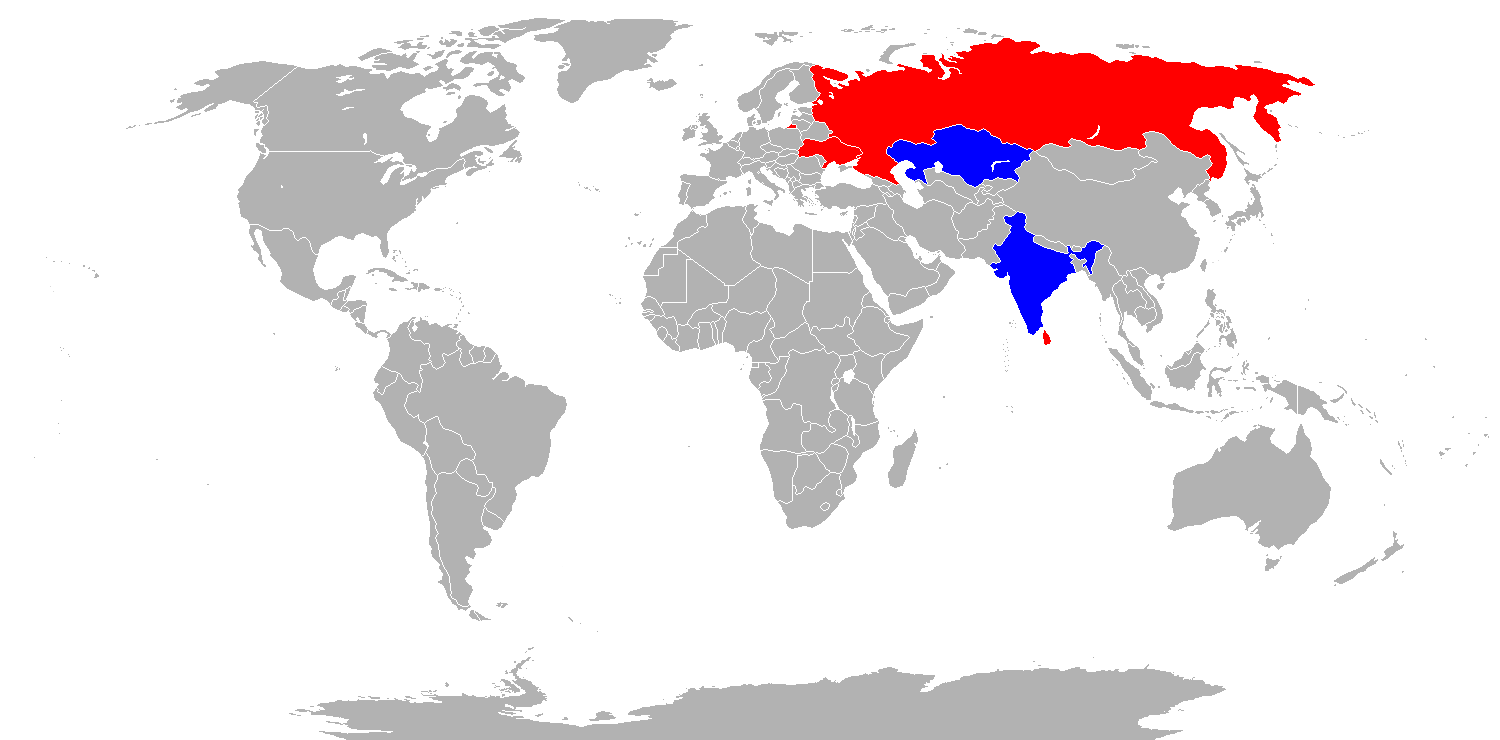
المشغلون الحاليون للميج-27 بالأزرق, المشغلون السابقون بالأحمر

- القوات الجوية السريلانكية 7 طائرات في الخدمة

 كوبا
- القوات الجوية الكوبية 15 طائرة

 روسيا
- القوات الجوية الروسية وتستخدمها كطائرات احتياطية

 أوكرانيا
 الاتحاد السوفيتي
مُنحت جميع طائراته للدول المنشقة عنه
 كازاخستان

## مواصفاتها
خصائصها العامة
- عدد أفراد الطاقم: طيار واحد
- الطول: 17,08 متر
- الارتفاع: 5 أمتار

الآداء
- السرعة القصوى
  - على مستوى سطح البحر: 1350 كم/الساعة
  - على ارتفاع 8000 متر: 1885 كم/الساعة
- مدى الطيران (فارغة): 2500 كم
- أقصى ارتفاع: 1400 متر
- معدل الارتفاع: 200 متر/ثانية

## التسليح
- المدافع:
  - مدفع واحد عيار 30 ملم مع قذائف 260-300
  - مدفعين SPPU-6 و SPPU-22 (اختياري)
- الصواريخ: صواريخ ليزرية وصواريخ كهربائية موجهة بصرياً
- القنابل: قنابل متعددة الاستعمال (اختياري)